# Medvladje
Medvladje, s tujko interregnum (množina interregna ali interregnums) je obdobje prekinitve ali v vladi, organizaciji ali družbenem redu. Zgodovinsko gledano je bilo to obdobje med vladavino dveh kraljev. Beseda pomeni isto v slovenščini medvladje, kot v latinščin interregnum: (latinsko inter, dob. 'med' in rēgnum, 'vladavina'; beseda "rēgnum" izhaja iz besede (rex, rēgis, 'kralj, kralja'). 

### V posvetni družbi
Pojma medvladje oziroma interregnum in kraljevi namestnik oziroma regent, regentstvo (iz latinščine ([regere] Napaka: {{Jezik-xx}}: prečrkovanje latn besedila (pomoč)) se torej prekrivata. Zgodovinsko gledano so daljše in hujše medvladje običajno spremljali vsesplošni nemiri, državljanska in nasledstvena vojna med vladajočimi vojskovodji (tako imenovanimi gospodarji vojne) in brezvladje (angleško power vacuum). Tako obdobje navadno spremljajo vpadi tujih ljudstev, splošni neredi ali pojav nove moči, ki bo napravila red. Kraljevska ali cesarska dinastija (kot tudi civilna država) propade navadno v medvladju. 

### V verskih skupnostih
V nekaterih krščanskih skupnostih "medvladje ali interregnum" (interim) pomeni čas, ko nastane praznina v delovanju verskega služabnika. Najbolj znana sedisvakanca se nanaša na rimskega papeža.
V življenju Katoliške Cerkve traja obdobje sedisvakance po smrti enega papeža, ko se pričakuje izvolitev drugega v konklavu.